# Paul Boeswillwald
Paul-Louis Boeswillwald (1844-1931) fue un arquitecto francés.

## Biografía
Nacido en 1844 en París, era hijo del también arquitecto Émile Boeswillwald. Estudió arquitectura en el gabinete de su padre y destacó como él por sus estudios de antiguos monumentos franceses como la torre y el puente de Orthez, la capilla de los Templarios en Laon y la iglesia de Saint-Serge en Angers, expuestos en diversos Salones y en las exposiciones universales desde 1870.
Nombrado inicialmente ponente del Comité de Edificios Diocesanos y adscrito al servicio de Monumentos Históricos, y posteriormente arquitecto diocesano, ejercía hacia finales de la década de 1880 como arquitecto de las diócesis de Bourges y Périgueux, además de ser responsable de la continuación de las obras de restauración de la ciudad de Carcasona, iniciadas por Viollet-le-Duc. En París, fue responsable de la construcción de un hôtel en la esquina del bulevar Malesherbes y la calle Legendre, para Meissonier. Premiado en el Salón de 1870 y en la Exposición Universal de 1878, fue nombrado caballero de la Legión de Honor en 1886. Falleció en 1931.